# Tru Young Television
Tru Young Television (kurz Tru TV; eigene Schreibung [tru:] young television) war ein evangelikaler deutschsprachiger Fernsehsender mit einem 24-Stunden-Programm, der seinen Sitz in Hamburg hatte und sich, wie bereits sein Muttersender Bibel TV im Wesentlichen durch Spenden finanzierte. Ziel war es, jungen Zuschauern die Bibel näherzubringen. Der Name und das Logo des neuen Senders entsprechen der Lautschrift des englischen Wortes „true“ (wahr, echt).

## Geschichte
Wie zuvor Bibel TV verdankte auch das Tochterprojekt seinen Sendestart einer einmaligen Anschubfinanzierung von 4,5 Millionen Euro, die aus einer nicht näher bezeichneten Spende stammt.
Der Sender nahm am 26. Dezember 2007 ab 16:00 Uhr seinen Sendebetrieb auf. Die anfängliche Sendezeit betrug sechs Stunden und sollte später auf 24 Stunden erweitert werden.
Der ehemalige Geschäftsführer Bernd Merz verwies auf die Altersgruppe der 15- bis 25-jährigen, die unter den regelmäßigen Bibel-TV-Zuschauern einen Anteil von rund 37 Prozent ausmachten. Im Mai 2007 erteilte die Medienanstalt Hamburg Schleswig-Holstein Bibel TV die Lizenz für den Sender. Er war digital über den Satelliten Astra 1g zu empfangen und es war auch eine Einspeisung über digitales Kabel angestrebt.
Aus Kostengründen stellte die Muttergesellschaft Bibel TV die Satellitenübertragung von Tru Young Television Ende Juni 2009 ein. Fortan war das Programm nur noch via Internet-Stream zu empfangen. Der Webauftritt blieb bestehen und einzelne Programme, u. a. [tru:] Nacht wurden auf Bibel TV gesendet.
Mitte Dezember 2010 verabschiedete sich das Team des Senders von seinen Zuschauern und verwies auf den Muttersender Bibel TV. Das Programm bestand zu dieser Zeit bereits nur noch aus Wiederholungen und die Homepage wurde kaum noch gepflegt bzw. aktualisiert. Danach wurde der Sendebetrieb ohne Ankündigung eines bestimmten Datums eingestellt. Die Homepage www.trutv.de ist inzwischen eine Weiterleitung auf die Website von Bibel TV.
Der Name „Tru“ wurde noch einmal vom Journalisten Ulli Harraß neu belebt, der zeitweilig für Bibel TV tätig war. Er gründete 2019 das Webradio „(tru:) young radio“ über laut.fm. Der gleichnamige Programmveranstalter selbst hat keinen Bezug zu Bibel TV, sondern ist ausweislich seiner Homepage ein Projekt von Media Vision, dem Medienwerk der Pfingstgemeinden, das das Projekt finanziert.

### Programminhalte
Neben musikalischen Schwerpunktsendungen befanden sich Dokumentationen, Spielfilme, Comedy-Formate sowie Aufzeichnungen von christlichen Jugendveranstaltungen im sechsstündigen Programm, das im Rahmen einer Playout-Automation 24 Stunden rund um die Uhr gesendet wurde. Von Bibel TV wechselte die Musiksendung „Jericho Hammerbrook“ (dann mit dem Zusatz „2.0“) auf den neuen Sender. Als Programmziel wurde „Dialog mit der Jugend und Interaktion“ genannt. Der für Bibel TV tätige Programmbeirat achtete auch beim Programm von Tru Young Television auf die Einhaltung des satzungsgemäßen Zwecks der Gesellschaft. Der Beirat kann aus bis zu sieben Mitgliedern bestehen, die ehrenamtlich tätig sind und von der Gesellschafterversammlung für die Dauer von vier Jahren gewählt werden.
An den Namen des ehemaligen Jugendsenders erinnert lediglich noch der Name der Sendestrecke „Tru Music“ auf Bibel TV. Unter diesem Titel werden ausschließlich Musikclips gesendet, deren Auswahl inzwischen an ein Publikum aller Altersgruppen angepasst wurde.

### Empfang
Tru Young Television war auf der Website des Senders über einen Internetstream zu empfangen. Einige Sendungen wurden auch über Bibel TV verbreitet. Außerdem standen ausgewählte Sendungen und Beiträge in der eigenen Onlinemediathek bereit.
Bis Ende Juni 2009 war der Sender auch digital über den Satellit Astra 1G mit der Frequenz 12.552 GHz in vertikaler Polarisation empfangbar. In seinem Newsletter hatte Bibel TV bereits am 29. Mai 2009 angekündigt, den Sender „nur noch wenige Monate“ über Satellit zu übertragen. Die Kosten für die Übertragung seien über Werbung und Spenden nicht refinanzierbar. Auch die Verbreitung über Zattoo wurde inzwischen eingestellt.

### Finanzierung
Bis die einmalige Anschubfinanzierung aufgebraucht war, hätte der Sender die Finanzierung aus den laufenden Spenden der Zuschauer sicherstellen müssen. Die ursprünglich geplante Teilfinanzierung aus Werbeeinnahmen gestaltete sich jedoch als schwierig. Der Verzicht auf die Satellitenübertragung war die Konsequenz daraus. (Zum Vergleich: Bibel TV finanzierte sich drei Jahre nach Sendestart zu 70 Prozent über Spenden und zu 30 Prozent aus Werbeeinnahmen.) Des Weiteren wurde auch das Produktionsteam verkleinert, es gab Entlassungen. Zuletzt ging auch Mitgeschäftsführer Bernd Merz. Bereits zum Kirchentag 2009 habe man andere Möglichkeiten getestet. Man wolle auch weiterhin jungen Menschen das Evangelium nahebringen. „Deshalb werden die Sendungen von [tru:] weiter über das Internet und … über Bibel TV zu ihren Zuschauern kommen.“

### Geschäftsführer
Bernd Merz, zuvor Rundfunkbeauftragter der Evangelischen Kirche in Deutschland (EKD), wurde am 1. Oktober 2007 für zwei Jahre zum zusätzlichen Geschäftsführer von Bibel TV berufen. Er leitete den Sender neben Henning Röhl als gleichberechtigter Geschäftsführer und war unter anderem für den Aufbau von Tru Young Television verantwortlich. Inzwischen hat Merz den Sender verlassen. Ob dies im Zusammenhang mit dem Wegfall der Satellitenfrequenz und der Verkleinerung des Programmteams steht, darüber gibt es keine offiziellen Angaben. Seine Tätigkeit bei Bibel TV und Tru war auf zwei Jahre befristet.
Den Internetsender leitete nach dem Ausscheiden von Merz bis zum Ende des Sendebetriebs Henning Röhl weiter.